# Liste der Nummer-eins-Country-Alben in den USA (2003)
Dies ist eine Liste der Nummer-eins-Alben in den von Billboard ermittelten Verkaufscharts für Country-Alben in den USA im Jahr 2003. In diesem Jahr gab es sechzehn Nummer-eins-Alben.

| ← 2002 ← | Liste der Nummer-eins-Country-Alben in den USA | Liste der Nummer-eins-Country-Alben in den USA | Liste der Nummer-eins-Country-Alben in den USA | 2004 →                    |
| \| Zeitraum \| Wo. ges. \| Interpret \| Titel \| Zusätzliche Informationen \| \| (Zeitraum, Wochen auf Platz eins, Interpret, Titel, zusätzliche Informationen) \| \| \| \| \| \| ------------------------------------------------------------------------------ \| -------- \| --------------- \| ------------------------------------ \| ------------------------- \| \| 28. Dezember 2002 – 17. Januar 2003 3 Wochen (insgesamt 6) \| 6 \| Shania Twain \| Up![1] \| — \| \| 18. Januar 2003 – 18. April 2003 13 Wochen (insgesamt 15) \| 15 \| Dixie Chicks \| Home[2] \| — \| \| 19. April 2003 – 25. April 2003 1 Woche (insgesamt 1) \| 1 \| Chris Cagle \| Chris Cagle[3] \| — \| \| 26. April 2003 – 2. Mai 2003 1 Woche (insgesamt 16) \| 16 \| Dixie Chicks \| Home \| — \| \| 3. Mai 2003 – 30. Mai 2003 4 Wochen (insgesamt 4) \| 4 \| Darryl Worley \| Have You Forgotten?[4] \| — \| \| 31. Mai 2003 – 6. Juni 2003 1 Woche (insgesamt 6) \| 6 \| Toby Keith \| Unleashed[5] \| — \| \| 7. Juni 2003 – 13. Juni 2003 1 Woche (insgesamt 1) \| 1 \| Jo Dee Messina \| Greatest Hits[6] \| — \| \| 14. Juni 2003 – 20. Juni 2003 1 Woche (insgesamt 7) \| 7 \| Toby Keith \| Unleashed \| — \| \| 21. Juni 2003 – 27. Juni 2003 1 Woche (insgesamt 1) \| 1 \| Lonestar \| From There to Here: Greatest Hits[7] \| — \| \| 28. Juni 2003 – 11. Juli 2003 2 Wochen (insgesamt 2) \| 2 \| George Strait \| Honkytonkville[8] \| — \| \| 12. Juli 2003 – 18. Juli 2003 1 Woche (insgesamt 2) \| 2 \| Lonestar \| From There to Here: Greatest Hits \| — \| \| 19. Juli 2003 – 25. Juli 2003 1 Woche (insgesamt 1) \| 1 \| Buddy Jewell \| Buddy Jewell[9] \| — \| \| 26. Juli 2003 – 1. August 2003 1 Woche (insgesamt 1) \| 1 \| Trace Adkins \| Greatest Hits Collection, Vol. 1[10] \| — \| \| 2. August 2003 – 8. August 2003 1 Woche (insgesamt 1) \| 1 \| Brooks & Dunn \| Red Dirt Road[11] \| — \| \| 9. August 2003 – 22. August 2003 2 Wochen (insgesamt 2) \| 2 \| Brad Paisley \| Mud on the Tires[12] \| — \| \| 23. August 2003 – 29. August 2003 1 Woche (insgesamt 1) \| 1 \| Wynonna \| What the World Needs Now Is Love[13] \| — \| \| 30. August 2003 – 17. Oktober 2003 7 Wochen (insgesamt 7) \| 7 \| Alan Jackson \| Greatest Hits Volume II[14] \| — \| \| 18. Oktober 2003 – 24. Oktober 2003 1 Woche (insgesamt 1) \| 1 \| Martina McBride \| Martina[15] \| — \| \| 25. Oktober 2003 – 21. November 2003 4 Wochen (insgesamt 11) \| 11 \| Alan Jackson \| Greatest Hits Volume II \| — \| \| 22. November 2003 – 26. Dezember 2003 5 Wochen (insgesamt 5) \| 5 \| Toby Keith \| Shock'n Y'all[16] \| — \| |                                                |                                                |                                                |                           |
| ← 2002 |                                                |                                                |                                                | → 2004 →                  |
| Zeitraum | Wo. ges.                                       | Interpret                                      | Titel                                          | Zusätzliche Informationen |
| (Zeitraum, Wochen auf Platz eins, Interpret, Titel, zusätzliche Informationen) |                                                |                                                |                                                |                           |
| 28. Dezember 2002 – 17. Januar 2003 3 Wochen (insgesamt 6) | 6                                              | Shania Twain                                   | Up!                                            | —                         |
| 18. Januar 2003 – 18. April 2003 13 Wochen (insgesamt 15) | 15                                             | Dixie Chicks                                   | Home                                           | —                         |
| 19. April 2003 – 25. April 2003 1 Woche (insgesamt 1) | 1                                              | Chris Cagle                                    | Chris Cagle                                    | —                         |
| 26. April 2003 – 2. Mai 2003 1 Woche (insgesamt 16) | 16                                             | Dixie Chicks                                   | Home                                           | —                         |
| 3. Mai 2003 – 30. Mai 2003 4 Wochen (insgesamt 4) | 4                                              | Darryl Worley                                  | Have You Forgotten?                            | —                         |
| 31. Mai 2003 – 6. Juni 2003 1 Woche (insgesamt 6) | 6                                              | Toby Keith                                     | Unleashed                                      | —                         |
| 7. Juni 2003 – 13. Juni 2003 1 Woche (insgesamt 1) | 1                                              | Jo Dee Messina                                 | Greatest Hits                                  | —                         |
| 14. Juni 2003 – 20. Juni 2003 1 Woche (insgesamt 7) | 7                                              | Toby Keith                                     | Unleashed                                      | —                         |
| 21. Juni 2003 – 27. Juni 2003 1 Woche (insgesamt 1) | 1                                              | Lonestar                                       | From There to Here: Greatest Hits              | —                         |
| 28. Juni 2003 – 11. Juli 2003 2 Wochen (insgesamt 2) | 2                                              | George Strait                                  | Honkytonkville                                 | —                         |
| 12. Juli 2003 – 18. Juli 2003 1 Woche (insgesamt 2) | 2                                              | Lonestar                                       | From There to Here: Greatest Hits              | —                         |
| 19. Juli 2003 – 25. Juli 2003 1 Woche (insgesamt 1) | 1                                              | Buddy Jewell                                   | Buddy Jewell                                   | —                         |
| 26. Juli 2003 – 1. August 2003 1 Woche (insgesamt 1) | 1                                              | Trace Adkins                                   | Greatest Hits Collection, Vol. 1               | —                         |
| 2. August 2003 – 8. August 2003 1 Woche (insgesamt 1) | 1                                              | Brooks & Dunn                                  | Red Dirt Road                                  | —                         |
| 9. August 2003 – 22. August 2003 2 Wochen (insgesamt 2) | 2                                              | Brad Paisley                                   | Mud on the Tires                               | —                         |
| 23. August 2003 – 29. August 2003 1 Woche (insgesamt 1) | 1                                              | Wynonna                                        | What the World Needs Now Is Love               | —                         |
| 30. August 2003 – 17. Oktober 2003 7 Wochen (insgesamt 7) | 7                                              | Alan Jackson                                   | Greatest Hits Volume II                        | —                         |
| 18. Oktober 2003 – 24. Oktober 2003 1 Woche (insgesamt 1) | 1                                              | Martina McBride                                | Martina                                        | —                         |
| 25. Oktober 2003 – 21. November 2003 4 Wochen (insgesamt 11) | 11                                             | Alan Jackson                                   | Greatest Hits Volume II                        | —                         |
| 22. November 2003 – 26. Dezember 2003 5 Wochen (insgesamt 5) | 5                                              | Toby Keith                                     | Shock'n Y'all                                  | —                         |